# 科尔代鲁
科尔代鲁是巴西里约热内卢州的一个市镇。总面积116.044平方公里，总人口19902人，人口密度171.5人/平方公里。